# Pacifikal
Pacifikal (lat. pacificare) križ je ili pločica sa svetom slikom koja se do liturgijske reforme nakon Drugoga vatikanskog sabora davala vjernicima na svečanim misama za poljubac mira. U Hrvatskoj se pacifikal u formi križa koristio za davanje blagoslova.